# القانون الأول للديناميكا الحرارية

قانون الديناميكا الحراري الأول (بالإنجليزية: First law of thermodynamics)‏ هو تعبير لمبدأ حفظ الطاقة أي أن الطاقة تتغير من حالة إلى أخرى ومن طاقة كامنة إلى طاقة نشطة  ، وبتعبير آخر أن الطاقة لا تفنى ولا تُستحدث وإنما تتحول من صورة إلى أخرى . ويشخص القانون أن نقل الحرارة بين الأنظمة نوعٌ من أنواع نقل الطاقة .
إن ارتفاع الطاقة الداخلية لنظام ثرموديناميكي معين يساوي كمية الطاقة الحرارية المضافة للنظام ، مطروح منه الشغل الميكانيكي المبذول من النظام إلى الوسط المحيط .
ينص القانون الأول للديناميكا الحرارية على أن:
«الطاقة لا تفنى ولا تستحدث من عدم ولكن تتحول من شكل إلى آخر».

## تطبيقات القانون

### الأنظمة الحرارية
النظام في الترموديناميكا : هو عينة موجودة في بيئة محيطة. مثال على ذلك العينة : كوب ماء، والبيئة المحيطة : الغرفة. فمثلا : إذا وضعنا في كوب الماء قطعة من الثلج، تنتقل حرارة من جو الغرفة إلى كوب الماء وتنصهر قطعة الثلج. ويظل انتقال الحرارة بين الغرفة والكوب حتى تتساوى درجة الحرارة فيهما. يعتبر هذا النظام نظاما مفتوحا.

### أنواع الأنظمة في الثرموديناميكا
1. النظام المغلق: هو الذي لا يحدث فيه انتقال للكتلة بين العينة والوسط المحيط، ولكن يمكن أن يحدث بينهما انتقال للحرارة.
2. النظام المفتوح: هو الذي يحدث فيه انتقال للكتلة وانتقال للحرارة بين العينة والوسط المحيط.
3. النظام المعزول: هو الذي لا يحدث فيه انتقال للحرارة ، ففيه لا يحدث انتقال حرارة بين العينة والوسط المحيط.

### الإجراءات الحرارية
العمليات : هو التحول من حالة إتزان إلى حالة إتزان آخر، ويمكن في خلال عملية معينة تثبيت خاصية ما :
1. توازن ميكانيكي،
2. توازن ترموديناميكي،
3. توازن حراري.
4. توازن كيميائي.

## القانون الأول للديناميكا الحرارية للنظام المغلق
الطاقة الكلية للنظام المغلق هي مجموع الطاقة الداخلية فيه و الشغل الذي يؤديه أو المنصب عليه:
dU= dQ - dW
حيث :
(dQ)هي كمية الحرارة التي تخرج من أو تنتقل إلى النظام.
(dU)هو التغير في الطاقة الداخلية للنظام وهي هنا دالة لدرجة الحرارة فقط (U = f(T.
(dW)هو الشغل المبذول على أو من النظام. فإذا كان النظام غازا فيكون الشغل هو حاصل ضرب الضغط p في تغير الحجم dV (فكرة المكبس، عندما يتغير حجم الغاز في المكبس تحدث حركة ميكانيكية):
dW = p. dV
نلاحظ أن كل من dQ وdU وdW وحدتها وحدة طاقة أي جول، وينطبق ذلك أيضا على حاصل الضرب p. dV الذي يمثل الشغل الميكانيكي الناتج في النظام،
فيمكن إثبات أن وحدته هي الجول.
أي أن القانون الأول للترموديناميك أن الطاقة في نظام مغلق تبقى ثابتة لا تتغير. وبناءا على ذلك يمكن للطاقة أن تظهر في صور مختلفة (أي تتحول إلى نوع طاقة أخرى) ، وفي نفس الوقت الطاقة لا تنشأ من العدم ولا يمكن إفنائها.
ولهذا فإن آلة أبدية Perpetuum Mobile من النوع الأول مستحيلة ؛ أي أن استمرار عمل آلة تحتاج باستمرار إلى إمدادها بحرارة أو طاقة حتى تستمر في دورانها . فالآلة لا يمكن أداء عملها من دون إمدادها بطاقة ، وإلا تتوقف بعد قليل بسبب الاحتكاك. (فمثلا بندول الساعة يتأرجح عدة مرات بعد تحريكه أوليا ثم تهدأ حركته رويدا رويدا (بسبب احتكاكه بالهواء) . ولكي يستمر البندول في التأرجح يحتاج إلى زنبرك يمده بالطاقة ، أو ثقل يمده بطاقة من فعل الجاذبية الأرضية).
أي أن آلة تعمل ذاتيا لا يمكن لها الاستمرار في أداء شغلها من دون إمدادها بطاقة من صورة أخرى / أو من دون تغير في حرارتها الداخلية.
ولكن شرط تحول طاقة ، مثلا من حرارة إلى شغل ، يحدده القانون الثاني للترموديناميك.

## القانون الأول للديناميكا الحرارية للنظام المفتوح
dQ-dW=dH +dKin+dPot
حيث:
dQ كمية الحرارة المضافة أو المنزوعة من النظام،
dW الشغل المبذول من النظام أو عليه،
dH التغير في السخانة ( المحتوي الحراري) H،
dKin التغير في طاقة الحركة (Kinetic energy)،
dPot التغير في طاقة الوضع (Potential energy).

## في حالة الحجم الثابت
V=ثابت، وهذا يعنى أن: dV=0 وبالتالى لا شغل يؤدى dW = 0
و هذا يعنى أن كمية الحرارة التي يمتصها النظام تتناسب مع الزيادة في درجة الحرارة.
و تكون :
dU= dH
أي يكون التغير في السخانة مساويا للتغير في الطاقة الداخلية.

## في حالة درجة الحرارة الثابتة
تكون dT = 0
وهذا يعنى أن dU = 0
و في هذة الحالة تكون dH = dW
أي أن كمية الحرارة التي يمتصها النظام تساوى الشغل المبذول بواسطة الغاز.